# Licaria latifolia
Licaria latifolia är en lagerväxtart som först beskrevs av A. C. Smith, och fick sitt nu gällande namn av André Joseph Guillaume Henri Kostermans. Licaria latifolia ingår i släktet Licaria och familjen lagerväxter. Inga underarter finns listade i Catalogue of Life.